# Донелли, Бенедетто
Бенедетто Донелли (итал. Benedetto Donelli; 1782, Болонья — 6 января 1839, Болонья) — итальянский музыкант.
Воспитывался в детском приюте при соборе Святого Варфоломея. Учился музыке под руководством Станислао Маттеи и Петронио Джованьони в первые годы работы Болонского музыкального лицея, увертюра и хор сочинения Донелли были исполнены в 1808 году на концерте из произведений студентов вместе с первым известным произведением Джоакино Россини. Работал органистом, затем капельмейстером болонского кафедрального Собора Святого Петра. Автор религиозных сочинений, среди светской музыки Донелли Гармония для ансамбля духовых (1821). Оркестровал каватину Incerto s’aggira Иоганна Симона Майра.
Преподавал фортепиано в Болонском музыкальном лицее, сперва как ассистент Джованни Дзанотти, а с 1813 года и до конца жизни во главе собственного класса; также преподавал контрапункт. Среди его учеников — Гаэтано Гаспари, Стефано Голинелли, Гаэтано Кортичелли.